# جاك أباي
جاك أباي (بالفرنسية: Jacques Abeille)‏ كاتب فرنسي ويُسمى أيضاً ليو بارثي . وقد ولد عام 1942. حصل على جائزة ويبليه عام 2010.